# Tibetaanse architectuur

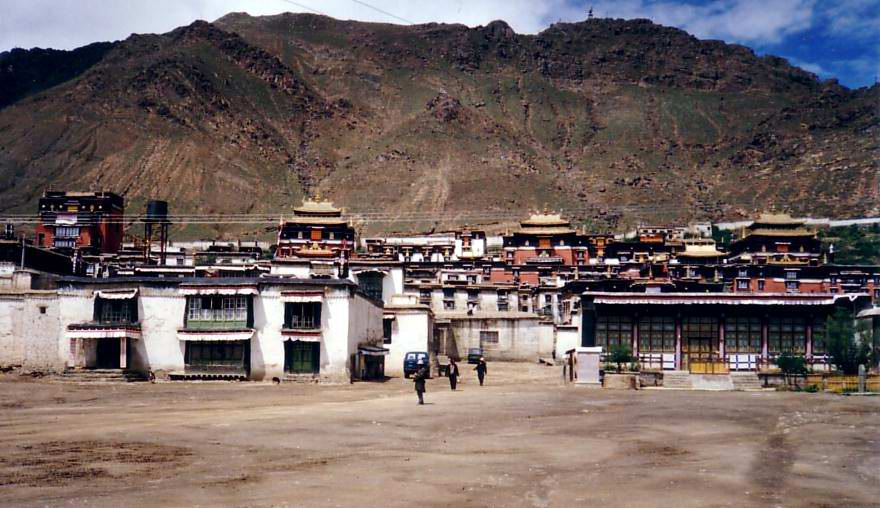
Mongoolse invloeden in het Tashilhunpo-klooster

Architectuur in Tibet bevat Chinese, Indiase en Mongoolse invloeden en weerspiegelt een diep Tibetaans boeddhistische benadering.
De boeddhistische gebedsmolen samen met twee herten of draken zijn op bijna elke gompa in Tibet te vinden. Het ontwerp van de Tibetaanse chörten kan verschillen van rondachtige muren in Kham tot rechthoekige muren in Ladakh.
Het meest ongebruikelijke kenmerk dat in Tibetaanse architectuur te zien is, is dat veel van de huizen en kloosters zijn gebouwd op een verhoogde plaats aan de zonzijde. Tibetaanse huizen zijn gebouwd uit een combinatie van stenen, hout, cement en aarde.
Er is weinig brandstof beschikbaar voor verwarming en licht, zodat bij de bouw van daken rekening gehouden wordt met het binnenhouden van warmte en de vele ramen zorgen ervoor dat licht kan binnenkomen. Muren hellen gewoonlijk 10 graden naar binnen uit voorzorg tegen de geregeld voorkomende aardbevingen.

## Werelderfgoedlijst

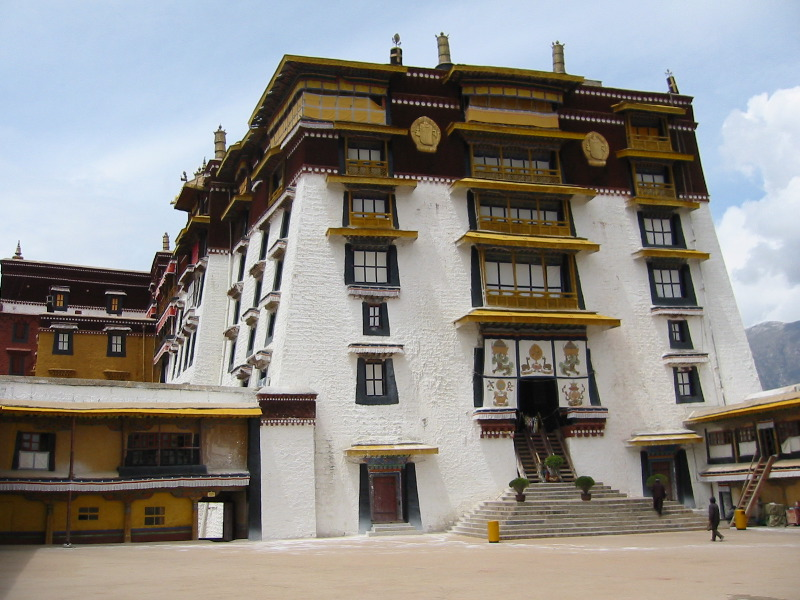
Het witte paleis Potala in Lhasa

Het Potala-paleis was het winterpaleis van de dalai lama sinds de 7e eeuw. Het is 117 meter hoog en 360 meter breed en is op de Marpori (rode berg) in het midden van de Lhasa-vallei op een hoogte van 3700 meter gebouwd. Het paleis laat duidelijk de centrale rol zien van het Tibetaans boeddhisme op het traditionele bestuur van Tibet.
Het paleis kent duizend kamers verdeeld over dertien etages en toont binnen zijn muren de portretten van de dalai lama's uit het verleden en beelden van Boeddha. Het buitenste witte paleis diende als het bestuurlijke gebouw en de binnenste rode verblijven dienden als vergaderzaal van de lama's, kapellen, 10.000 schrijnen en een grote bibliotheek met boeddhistische geschriften.
In 1994 (met uitbreiding in 2000 en 2001) werd het Potala-paleis uitgeroepen tot Werelderfgoed, samen met de eveneens 7e-eeuwse kloostertempel Jokhang en het 18e-eeuwse zomerpaleis van de dalai lama, Norbulingka. Het Potala-complex omvat de witte en rode paleizen met hun nevengebouwen. Norbulingka wordt volgens de Werelderfgoedlijst van UNESCO gekenmerkt als een meesterstuk van Tibetaanse kunst.

## Traditionele architectuur

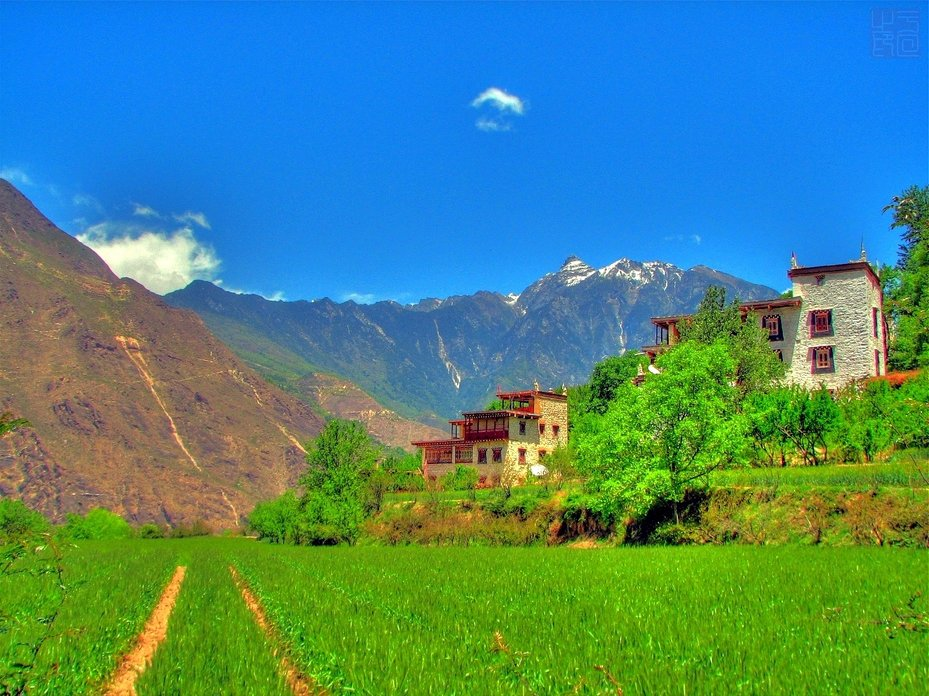
Garzê aan het einde van de lente

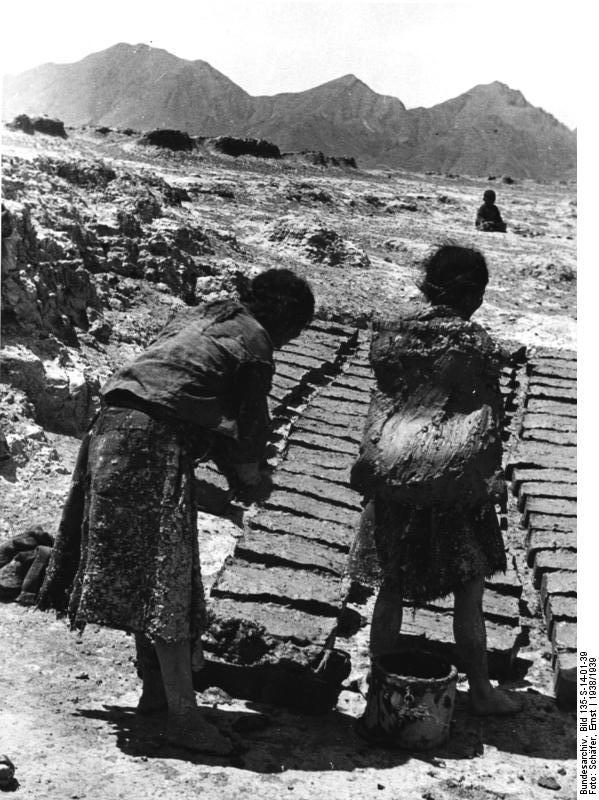
Productie van tegels in 1938-39

De traditionele architectuur in Kham, een van de drie oorspronkelijke provincies van Tibet, wordt teruggevonden in de meeste huizen in Kangding. Hoewel er een omvangrijke houtkap in het gebied heeft plaatsgevonden, wordt hout nu geïmporteerd en overvloedig gebruikt voor het bouwen van huizen. Horizontale balken ondersteunen het dak dat in zijn geheel wordt ondersteund door houten pijlers.
Hoewel er verschillende materialen zijn gebruikt in de goed gebouwde huizen, is het vooral het kundige timmermansambacht dat opvalt. Het interieur is gewoonlijk gelambriseerd met hout en de woonkamer is overvloedig gedecoreerd. De vloeren en plafonds zijn in geheel Kangding van hout.
Het bosrijke Garzê staat bekend om zijn mooie houten huizen die gebouwd zijn in een reeks verschillende, rijkelijk gedecoreerde stijlen met houten versieringen. Huizen in Khan hebben veel ruimte en passen goed in hun omgeving.
De trend gaat aan het begin van de 21e eeuw echter steeds meer naar betonconstructies. Sommige Tibetanen beschouwen de toename van het gebruik van beton als een opzettelijke infiltratie van de Chinese invloed in Tibet. In de stad Gaba is er weinig Chinese invloed merkbaar en zijn alle gebouwen nog in traditionele bouw.

## Religieuze architectuur

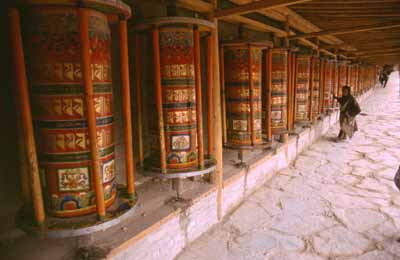
Gebedsmolens in het Labrang-klooster in Amdo

De Chinese Culturele Revolutie vanaf 1966 leidde tot de achteruitgang en verlies van veel boeddhistische kloosters, zowel door opzettelijke vernietiging als door gebrek aan bescherming en onderhoud. Vanaf de jaren tachtig zijn Tibetanen begonnen de kloosters te restaureren die de revolutie hebben overleefd. Dit gebeurt met internationale steun waarin experts Tibetanen leren hoe de restauratiewerkzaamheden moeten worden uitgevoerd.
Het Tashilhunpo-klooster dat in 1447 werd gebouwd, toont de invloed van Mongoolse architectuur. Thradrug is een van de oudste kloosters in Tibet en is gebouwd in de 7e eeuw gedurende de regering van koning Songtsen Gampo. Jokhang is eveneens oorspronkelijk onder Songtsen Gampo gebouwd. Het Tsurphu-klooster is gebouwd door de eerste karmapa, Düsum Khyenpa in 1159, nadat hij het gebied had bezocht en de basis legde voor het oprichting van een buitenplaats op deze plek. Hij leidde haar in door middel van het doen van offers aan de lokale beschermers, dharmapala en genius loci.
In 1189 bezocht hij het gebied opnieuw en richtte hij hier zijn hoofdzetel op. Het klooster groeide uit tot 1000 monniken. Het Tsozong Gongba-klooster is een kleine schrijn die rond de 14e eeuw is gebouwd. Het Palcho-klooster werd gebouwd in 1418 en staat bekend om zijn Kumbum, die 108 kapellen telt verdeeld over vier etages. Chokorgyel is een klooster dat werd gebouwd in 1509 door de tweede dalai lama Gendün Gyatso en ooit onderdak bood aan 500 monniken. Dit klooster werd geheel verwoest tijdens de Culturele Revolutie.
Ramoche is een belangrijke tempel in Lhasa. Het originele gebouwencomplex was sterk beïnvloed door de architectuurstijl van de Tang-dynastie, gezien het eerst werd gebouwd door Han-Chinese architecten in het midden van de 7e eeuw. Prinses Wencheng verordonneerde dat de tempel naar het oosten gericht moest worden gericht, om haar heimwee te tonen.
Kloosters zoals Kumbum worden nog steeds aangetast door de Chinese politiek. Het Simbiling-klooster werd geheel met de grond gelijkgemaakt in 1967, hoewel het daarna in een zekere mate is herbouwd.

## Galerij

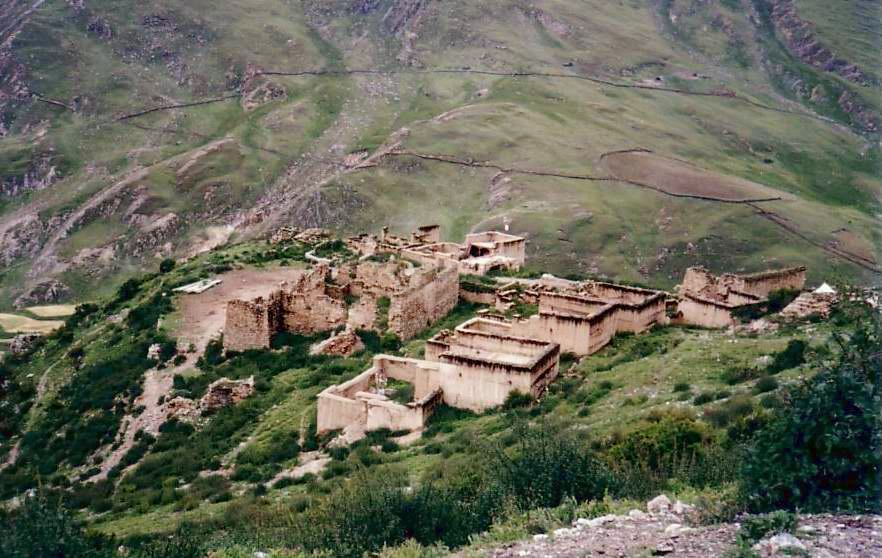
Ruïnes van het Yerpa-klooster
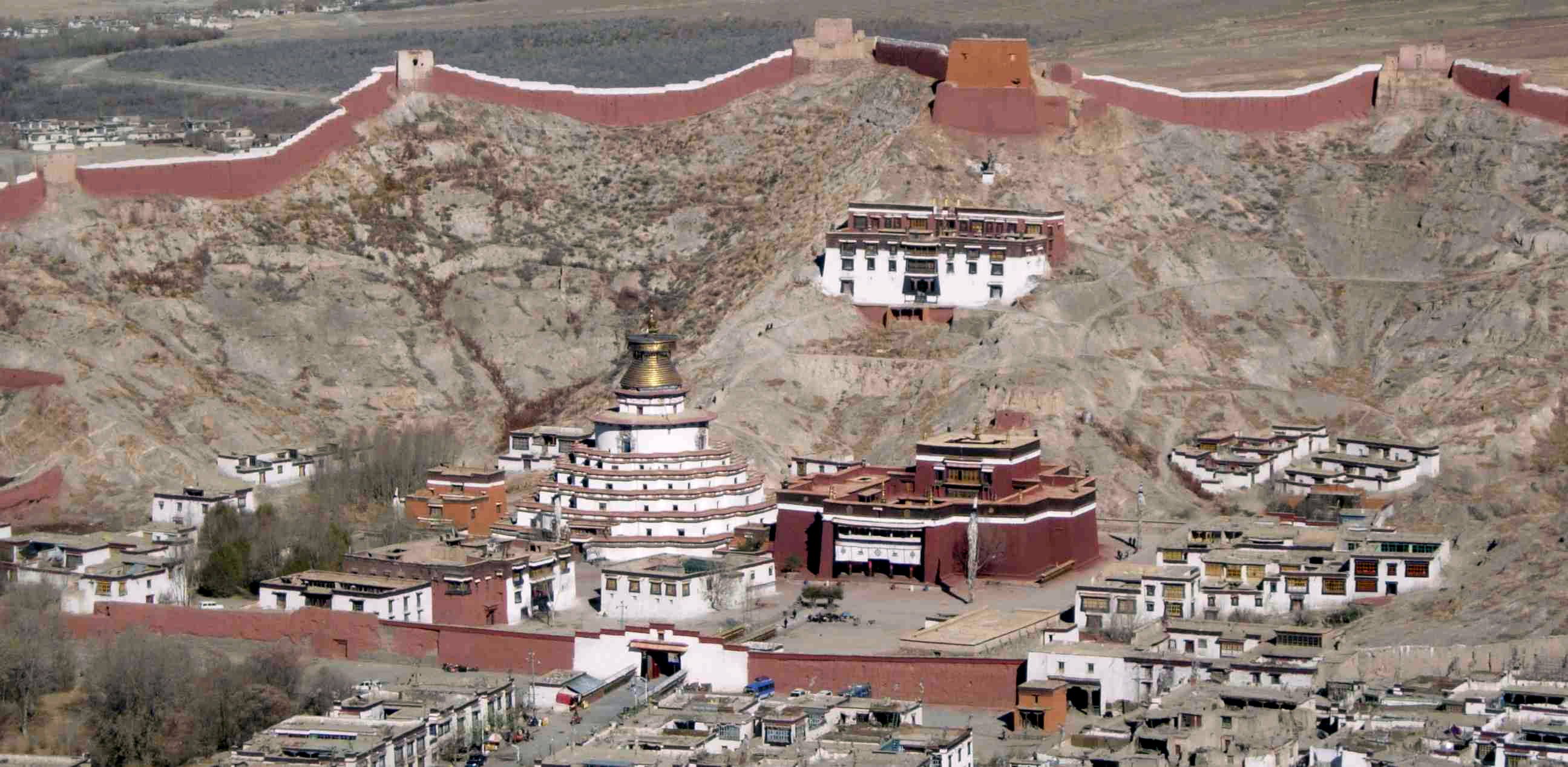
Palcho-klooster
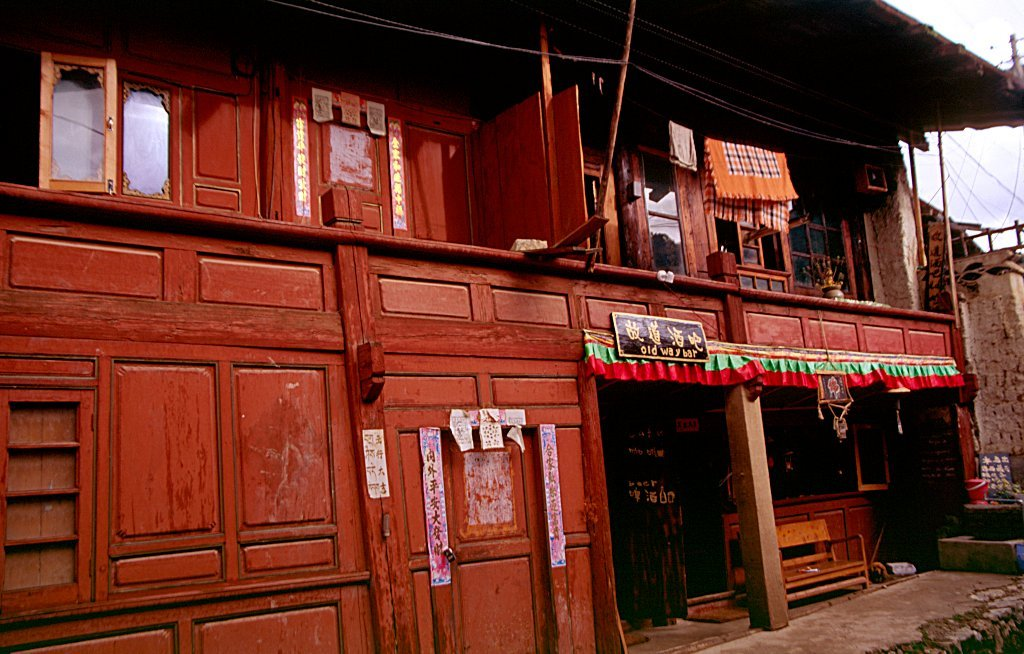
Houten huizen in Zhongdian
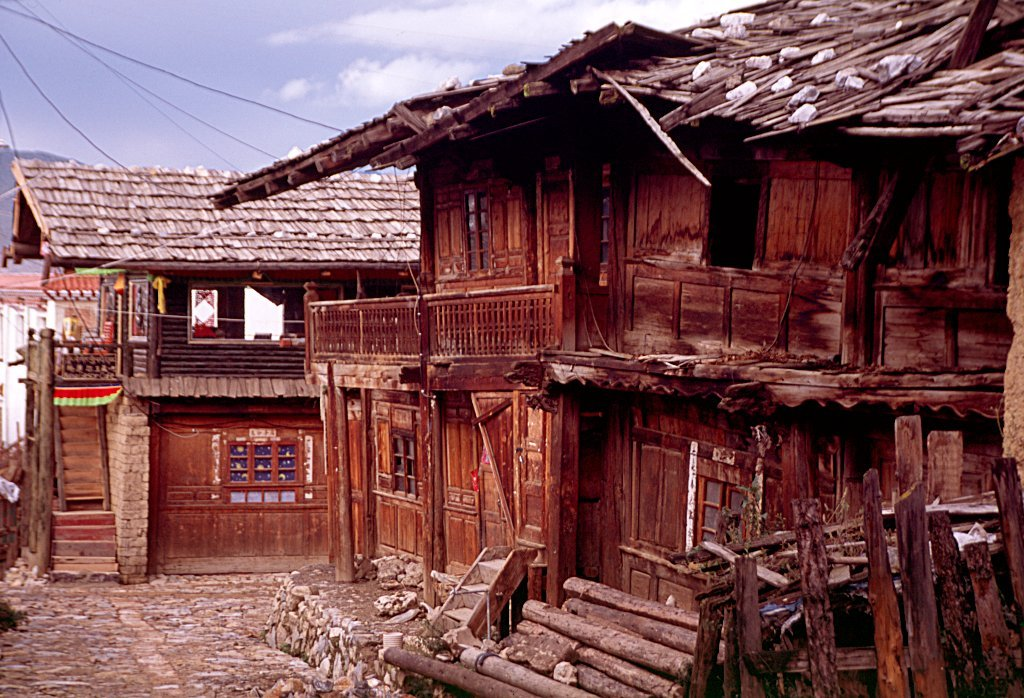
Houten huizen in Zhongdian
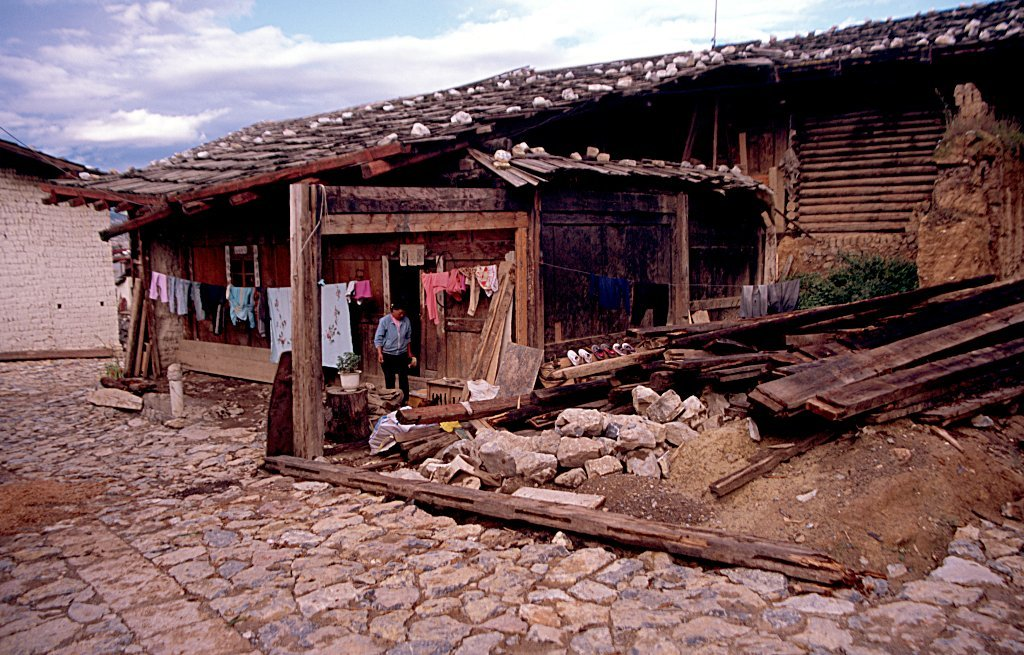
Houten huizen in Zhongdian